# جراحی روانی
جراحی روانی یا سایکوسرجری(انگلیسی: psychosurgery)یک رشته تخصصی از جراحی مغز است. این عمل شامل بریدن بعضی از ارتباطات عصبی در مغز می‌باشد. اگر چه چند نوع پیسکوسرجری به کار برده می‌شود، ولی در اینجا تنها جراحی ناحیه جلوی مغز مورد بحث قرار خواهد گرفت.
روش این جراحی بدین ترتیب است که سوراخ‌های کوچکی در جمجمه احداث می‌گردد، سپس بعضی از ارتباطات عصبی میان ناحیه جلوی مغز و سایر قسمت‌های مغز قطع می‌شود.
ارتباطات میان ناحیه جلوی مغز با تالاموس و هیپوتالاموس در این عمل جراحی مهمترین نوع رابطه را تشکیل می‌دهد.
در نتیجه این عمل جراحی، بیماران معمولاً بسرعت بهبود می‌یابند. این عمل اثرات نامطلوبی نیز باقی می‌گذارد که هنوز علل و ماهیت آنها به خوبی آشکار نشده است. این اثرات عبارت است از اختلال تفکر، کم شدن قدرت کنترل عواطف و امثال آن. جراحی مغز معمولاً یه عنوان آخرین وسیله درمانی به کار برده می‌شود و تنها هنگامی که روش‌های دیگر به کلی در بهبود بیمار بی اثر باشد باید به این روش متوسل شد. ۱و۲

## نگارخانه

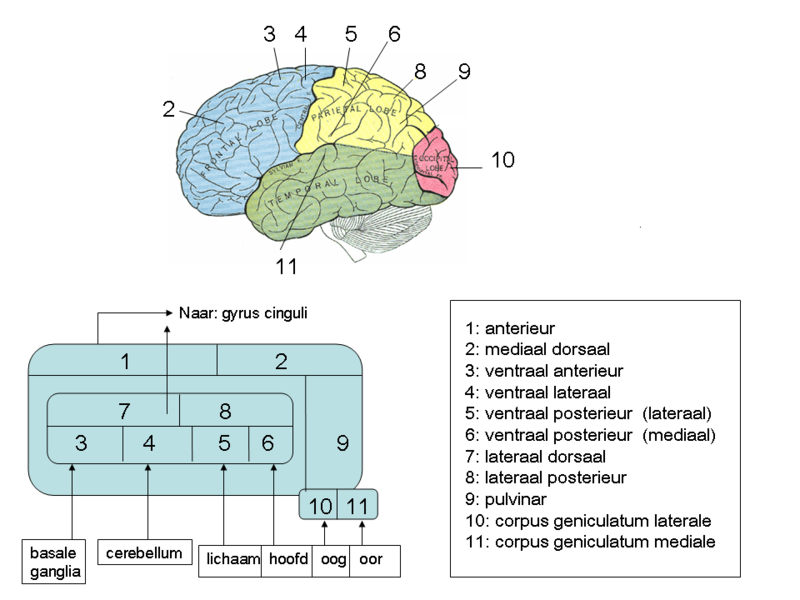
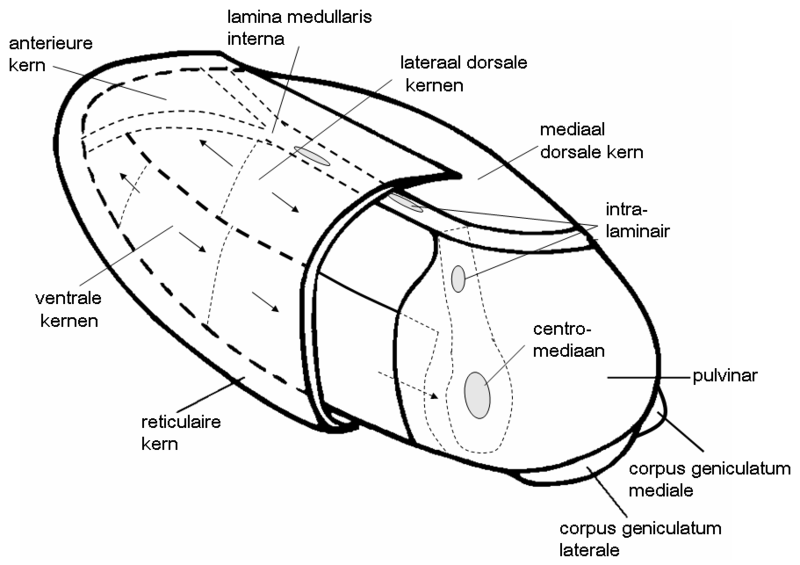
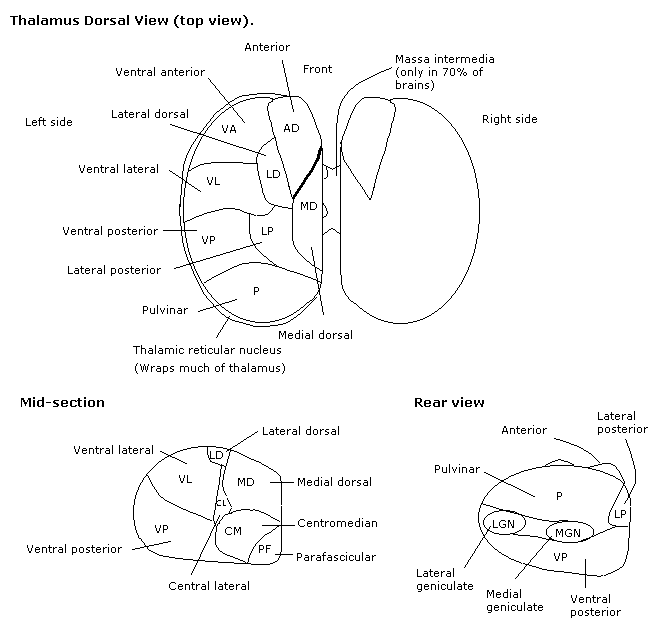
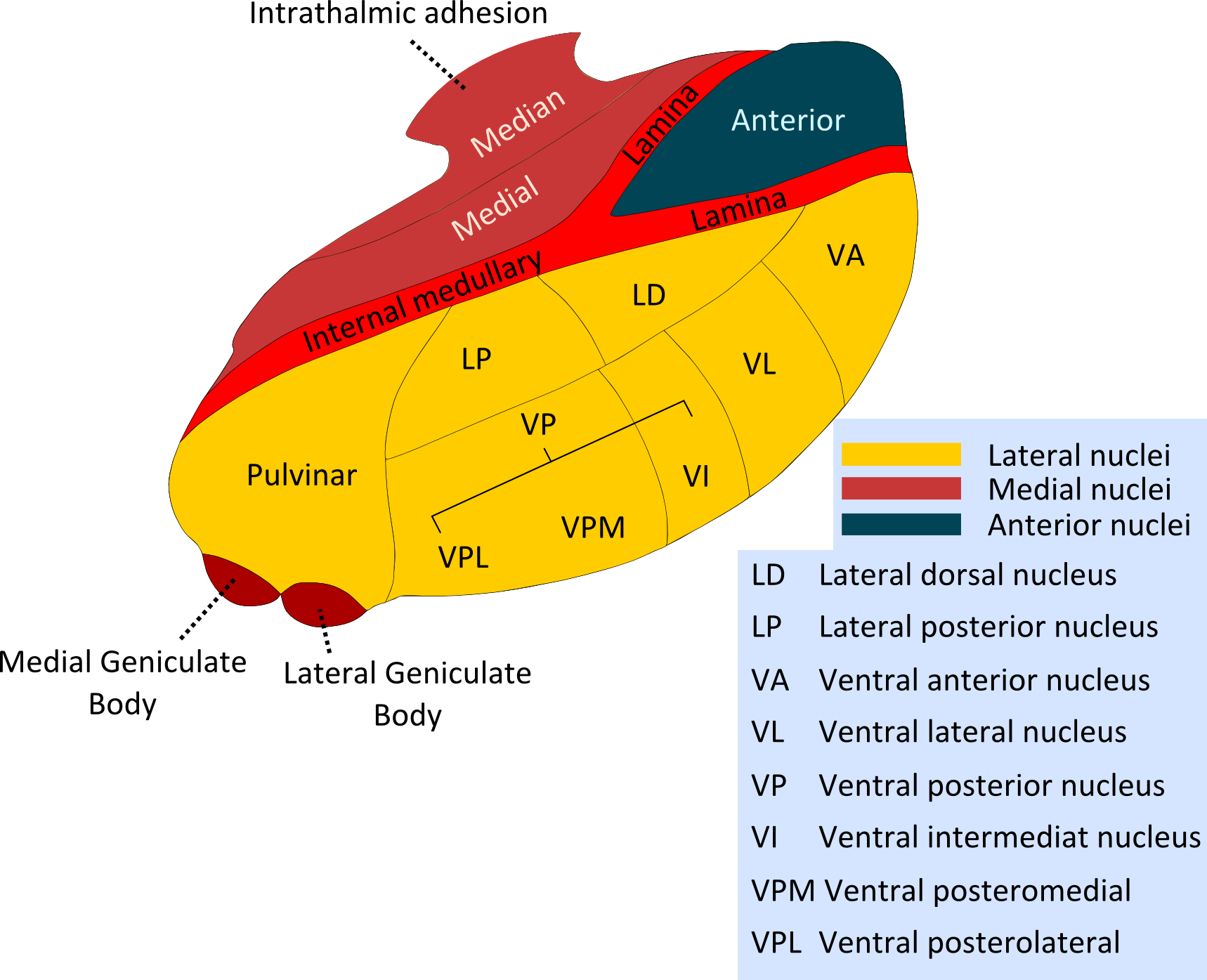